# Инцидент с Ил-62 в Нью-Йорке
Инцидент с Ил-62 в Нью-Йорке — дипломатический инцидент, начавшийся в пятницу 24 августа 1979 года, когда в Международном аэропорту имени Кеннеди города Нью-Йорк американскими властями был задержан Ил-62М предприятия «Аэрофлот», выполнявший международный рейс SU-316 в Москву. Причина была в том, что Александр Годунов, попросивший накануне политическое убежище в США, убедил власти задержать вылет самолёта, мотивировав тем, что на борту находилась его жена Людмила Власова, которую, по его мнению, хотели вывезти в СССР насильно. Авиалайнер удерживался американской стороной на протяжении трёх суток, прежде чем в понедельник 27 августа было получено разрешение на вылет.
По мотивам данных событий в 1985 году студией «Ленфильм» была снята двухсерийная драма «Рейс 222», которая стала одним из лидеров советского кинопроката.

## Предшествующие обстоятельства
1 августа 1979 года труппа Большого театра начала большое турне по американскому континенту. В состав данной труппы входила и семейная пара известных на тот момент артистов балета — 29-летний Александр Годунов и 37-летняя Людмила Власова. Однако уже в первые дни пребывания в Америке Годунов начал разговоры с женой на тему невозвращения в Советский Союз, на что получил ответ, что он может поступать как хочет, но она всё равно вернётся домой. У артистки в Москве осталась мама — Александра Герасимовна; Людмила боялась, что для пожилой женщины новость о бегстве дочери за рубеж может оказаться сильным ударом и пагубно сказаться на её здоровье. В дальнейшем вопрос о получении политического убежища в США почти не затрагивался.
В понедельник 19 августа в «Линкольн-центре» состоялся очередной показ спектакля «Ромео и Джульетта» в постановке Юрия Григоровича, после которого было 3 дня выходных. При этом через неделю труппа должна была вылететь для продолжения гастролей в Чикаго, а затем — Лос-Анджелес. Однако в ту ночь Александр не вернулся в отель «Мэйфлауэр» (англ. Mayflower Hotel), в номере которого они проживали, но его жена не переживала, посчитав, что он остался у друзей. На самом деле во вторник 21 августа Годунов благодаря помощи американских знакомых тайно выехал за пределы города, а на следующий день пришёл в офис Службы иммиграции и натурализации, сообщив, что намерен покинуть свою страну. В ту же ночь кто-то позвонил в закрытую дверь гостиничного номера, в котором оставалась Власова. Подойдя к двери, она попросила назвать себя, но ответа не последовало, а вскоре незнакомец ушёл.
23 августа стало известно, что Александр Годунов получил политическое убежище в США, а также американские власти предоставили ему опытного адвоката — 71-летнего Орвилла Хиккока Шелла младшего (англ. Orville Hickok Schell Jr., 1908—1987). Артист через своего адвоката сообщил, что его жену хотят силой вывезти в Советский Союз, поэтому в советское посольство было передано, что Власова не должна покидать страну в течение двух дней, пока не пройдёт собеседование с американскими официальными лицами. Советник-посланник Александр Бессмертных подтвердил, что советская сторона поняла данное заявление. Поэт Иосиф Бродский в своих интервью на эту тему высказывал мнение, что Людмила действительно хотела остаться, а в «Энциклопедии российско-американских отношений» даже утверждается, что её успели перехватить находившиеся с труппой сотрудники КГБ. Однако сама артистка всегда заявляла о своём намерении вернуться в Советский Союз.
У входа в гостиницу уже стояли люди с плакатами «Free Ludmila» (с англ. — «Свободу Людмиле»), когда советские спецслужбы пришли к мнению, что балерине оставаться в номере небезопасно, поэтому тайно через гараж её вывели наружу и доставили в советское консульство. Там ей официально сообщили, что Годунов действительно получил политическое убежище в США, после чего спросили о дальнейших планах. Артистка заявила, что не знала о планах мужа и попросила поскорее вернуться к матери, но её предупредили, что сегодня это невозможно. Ту ночь Власова провела в консульстве практически без сна.

## Хронология событий

### 24 августа
В пятницу 24 августа заместитель помощника госсекретаря по делам Европы Джеймс Гудби, встретив советника-посланника Владилена Васева, повторно предупредил, что необходимо переговорить с Власовой, на что советский дипломат ответил, что они согласны с этим. В то же утро Министерство юстиции выдало ордер, который запрещал артистке раньше времени покидать США; также для беседы с ней из Вашингтона в Нью-Йорк вылетели два сотрудника Государственного департамента США — Джеффри Х. Смит (англ. Jeffrey H. Smith) и Эдвард Гурвиц. В это же время одетую в чёрный комбинезон Людмилу в сопровождении восьми сотрудников советских спецслужб тайно посадили в машину, после чего, запутывая следы, доставили в Международный аэропорт имени Кеннеди. Там её опознал один из аэропортовских служащих, о чём было доложено в Вашингтон. Для американских властей это оказалось полной неожиданностью, что в сочетании с фактом сопровождения балерины несколькими людьми только укрепило мнение о её насильственном вывозе из США. Служба иммиграции и натурализации потребовала остановить артистку ещё в аэровокзале, но из-за «сбоя связи» это указание не было выполнено.
Власова должна была покинуть США рейсом SU-316 предприятия «Аэрофлот», который по расписанию должен был вылететь в Москву в 17:00; обслуживанием советских авиалайнеров в Нью-Йорке при этом занималась американская компания Pan American World Airways (Pan Am). Непосредственно в тот день данный рейс выполнялся Ил-62М с регистрационным номером СССР-86478, который был припаркован у выхода на посадку № 10 терминала Pan Am. Людмиле с сопровождением удалось миновать залы досмотра и паспортного контроля, попав в самолёт, где она села в переднем салоне (первого класса) с правой стороны у иллюминатора, после чего работники консульства с ней попрощались.
Всего на борту 138-местного лайнера находились 112 пассажиров, а также 11 членов экипажа, когда он отъехал от терминала и по рулёжке выехал ко взлётно-посадочной полосе. Но тут ему путь преградили полицейские машины со включёнными сиренами, а следом диспетчер потребовал вернуться на прежнее место стоянки. Как заявил исполняющий обязанности госсекретаря США Уоррен Кристофер, самолёт был задержан в «национальных интересах».
Когда рейс 316 вновь встал у гейта 10, внутрь прошли сотрудники иммиграционной службы вместе с переводчицей, которые сообщили Власовой, что она может покинуть лайнер и поехать к мужу, на что был дан ответ: «Я люблю своего мужа. Но он принял решение остаться здесь, а я — уезжаю». Следом в самолёт прошли советский консул со своими помощниками, которые попытались вмешаться в происходящее, но Людмила их остановила, заявив, что сама может за себя отвечать. Хотя артистка сообщила о намерении покинуть США, американцев не устроило то, что она это сказала внутри советского лайнера, где на неё могло оказываться давление, поэтому стали настаивать на переговорах в более свободной атмосфере за его пределами и по возможности без представителей советских властей; последние ответили на данное предложение категорическим отказом.
Для переговоров от каждой из сторон сформировали по группе; американскую возглавил заместитель постоянного представителя США при ООН Дональд Макгенри, а советскую — заместитель постоянного представителя СССР при ООН Евгений Макеев. Также в аэропорт прибыли представители Госдепартамента Гурвиц и Смит и адвокат Шелл; сам артист Александр Годунов также находился близ аэропорта. Как рассказывала в интервью сама Власова, справа от лайнера на протяжении последующих трёх дней периодически стоял микроавтобус — вероятно, в нём и находился её муж.
Тем же вечером был запрошен и получен паспорт Власовой, который позже вернули. Остальные пассажиры при этом находились в неведении о причинах задержки, пока спустя пять часов некоторые, как, например, техасец Марио Мартинес (англ. Mario Martinez), не включили имеющиеся у них с собой переносные радиоприёмники, из которых узнали о ситуации, после чего информация распространилась по всему самолёту. Многих пассажиров на борту, включая американцев, возмутило решение Госдепартамента. Также пассажиры-американцы отмечали, что все в самолёте были дружны друг с другом, а в какой-то момент один из русских пассажиров даже достал буханку хлеба, нож и палку колбасы, после чего наделал бутербродов, которыми угощал остальных. Многие стали от скуки напевать студенческие песни, которые выучили в период обучения в колледжах, либо развлекались игрой в бридж. Позже для людей на борту Pan Am стала приносить еду. Со слов пассажиров из первого салона, которые сидели близ Власовой, она выглядела бледной, но не была расстроена.
Уже затемно американская сторона предложила альтернативный вариант: использовать передвижной салон, который можно подогнать к самолёту и уже в нём провести переговоры. Однако советская сторона без объяснения причин отказалась от этого. Вероятно, такое решение было вызвано тем, что в Москве уже была ночь, а потому ответ из Министерства иностранных дел СССР не мог быть получен, тогда как находящиеся в США советские дипломаты не решились брать на себя ответственность проводить переговоры Власовой с американскими представителями таким способом.

### 25 августа
Утром 25 августа, по сообщению Pan American, советским пассажирам было предписано оставаться на борту, а 44 гражданина других стран, включая туристическую группу из 35 юристов из США, разместили в соседнем отеле TraveLodge International; в 21:10 они вылетели рейсом 102 компании Pan Am в Лондон, где пересели на рейс «Аэрофлота» до Москвы. На борту Ил-62 теперь оставались 68 пассажиров, в том числе 25 женщин (включая артистку) и 13 детей. Все они сидели во втором салоне (эконом-класса), кроме Власовой, которая находилась в переднем. Там её охраняли сотрудники КГБ, а также ежедневно приходил Юрий Григорович — главный балетмейстер Большого театра; гастроли театра при этом не отменялись, так как Власову заменила Ирина Холина, а Годунова — Леонид Козлов.
В тот же день ТАСС сообщило, что в Нью-Йорке американские власти со вчерашнего числа не дают вылететь советскому авиалайнеру, требуя «чтобы советская гражданка Л. И. Власова покинула самолёт для „беседы“ с ними». Само удержание самолёта было названо незаконным и грубым нарушением норм международного права. При этом в сообщении не уточнялось, кто такая Власова и для чего власти США хотят побеседовать с ней.

Мы расцениваем это как беспрецедентную провокацию и акцию в американо‐советских отношениях. Американские чиновники ворвались в самолёт, обманом забрали её паспорт и уже без её ведома подготовили на её имя американский паспорт. Оригинальный текст (англ.)We regard this as an unprecedented provocation and action in U.S.‐Soviet relations. American officials forced their way onto the airplane, took her passport by deceit and already had a U.S. passport prepared in her name without her knowledge
— Пресс-секретарь советского посольства Борис Давыдов
В ответ представитель Госдепартамента заявил, что обвинения в их адрес являются ложными, а советский самолёт задержан в соответствии со статьёй 215 закона об иммиграции и натурализации, президентской прокламацией 1953 года и постановлениями Госдепартамента, согласно которым власти имеют право задерживать отъезд людей, которые могут просить убежища.

В интервью журналисты спросили у Макгенри, нельзя ли просто снять артистку с самолёта, чтобы отпустить последний вместе с остальными пассажирами? В ответ было сказано, что да, это возможно, но чревато неприятностями. Однако в советских СМИ утверждалось, что власти США давили на Власову, использовали шантаж и даже угрожали оружием. В свою очередь Генеральный секретарь Леонид Брежнев отправил Джимми Картеру сообщение, в котором предупредил, что советский экипаж или сотрудники советских спецорганов не допустят, чтобы Власову вывели из самолёта силой, в противном случае это вызовет «конфликт, не отвечающий интересам ни Советского Союза, ни Соединённых Штатов». Также Брежнев выразил негодование, что советский лайнер уже день как не может вылететь в Москву, хотя Людмила ясно сказала, что возвращается по собственной воле, а не по принуждению. Если же американский президент хочет убедиться в правоте этих слов, то пусть выберет одного из своих доверенных лиц в Нью-Йорке для личной беседы с ней на борту самолёта.

### 26 августа
В воскресенье самолёт покинули 15 пассажиров, чтобы добраться до Москвы другими рейсами; теперь на борту остались 53 пассажира гражданства СССР, включая Власову. Советское телевидение тем временем побывало в гостях у родных балерины и показало её мать — Александру Герасимовну, которая возмущалась по поводу задержания Людмилы и попросила американского президента вернуть её. ТАСС только в этот день сообщило, что задержанная в США советская гражданка Людмила Власова является артисткой балета из труппы Большого театра. О причинах её задержания ничего не сообщалось, как и о её муже Годунове, но о последнем многие в СССР узнали из новостей по радио «Голос Америки». Проведённый журналистами опрос советских граждан показал, что большинство из них критично отнеслись к бегству Александра Годунова и его просьбам оставить жену в США, так как посчитали, что он предал родину ради славы и «длинного доллара».

### 27 августа
В 07:35 утра в понедельник 27 августа в Государственный департамент позвонили из советского посольства и выразили согласие с вариантом, предложенным американцами ещё в пятницу — провести беседу с Власовой в передвижном салоне.

Примерно в 14:57 салон на 40 мест подъехал к правому борту лайнера и припарковался к выходу перед крылом. Через минуту к нему прибыли американская и советская группы переговорщиков. Американскую сторону представляли:
- Дональд Макгенри — заместитель представителя США при ООН
- Орвилл Шелл мл. (англ. Orville Schell Jr.) — адвокат Александра Годунова
- Эдвард Гурвиц[англ.] — представитель Государственного департамента
- Джек Рикарди (англ. Jack Riccardi) — сотрудник Службы иммиграции и натурализации
- Галина Туник-Роснянски (латыш. Galina Tunik‐Rosniansky) — переводчик‐синхронист из Государственного департамента
- Флоренс Кэвэлер (англ. Florence Kavaler) — врач из государственной службы здравоохранения

Советскую сторону представляли:
- Евгений Макеев — заместитель представителя СССР при ООН
- Иван Мирошкин — сотрудник советской миссии при ООН
- Владимир Плечко — генеральный консул СССР в Нью-Йорке
- Вадим Кавалеров — генеральный консул СССР в Вашингтоне
- Кирилл Саргин — врач из советского представительства при ООН
- Юрий Григорович[К 3]

В 15:00 переговорщики поднялись в салон, где к ним вышла Людмила, одетая в тот же самый комбинезон, в котором она села в самолёт. Беседа продлилась до 15:20, причём разговаривали только Власова, Макгенри и переводчик, тогда как остальные молчали. Балерина подтвердила, что за прошедшие трое суток ни разу не общалась с мужем и что намерена вернуться домой. На вопрос Дональда, не угрожал ли ей кто, Людмила в ответ рассмеялась: «Разве похоже, что мне угрожали?» Позже на вопрос журналистов, действительно ли Власова общалась свободно, Макгенри ответил: «Я не могу сказать точно. Не могу подтвердить. В конце концов, она актриса» (англ. I couldn't say for sure. I wasn't able to tell. After all, she's an actress.). Относительно большой продолжительности переговоров американская сторона объяснила, что это было сделано, чтобы убедиться, что артистка не одурманена, не под действием наркотиков и не в состоянии стресса. Сама беседа прошла в тёплом и дружелюбном тоне, а в её конце Макгенри спросил у Людмилы, не хочет ли она с кем-нибудь поговорить или что-то передать, но та прямо ответила «Нет!». После завершения переговоров фотограф Джоэл Ландау (англ. Joel Landau) из United Press International получил доступ на борт, где застал Власову в весёлом настроении, а большинство пассажиров держали в руках пластиковые стаканчики, чтобы отметить отправление домой.

Позже Маршалл Бремент из Совета национальной безопасности подверг критике переговоры в салоне, назвав их «провалом». Сама беседа между Макгенри и Власовой продлилась примерно 10 минут, в течение которых американская сторона не успела объяснить, (1) почему вылет был задержан, (2) откуда возникло убеждение, что артистку хотят вывезти силой, (3) почему представители США настаивали на встрече вне самолёта, и (4) что вариант с передвижным салоном был предложен ещё поздним вечером в пятницу, но советская сторона тогда его отклонила. Бремент утверждал, что переговоры должны были продлиться не менее часа, причём от Макгенри не требовалось всё это время задавать вопросы — он мог даже почитать телефонную книгу Нью-Йорка. Этого времени должно было хватить, чтобы Власова освоилась и убедилась, что на неё не оказывается давление, а каждое её решение будет удовлетворено. Данные ошибки, вероятно, объясняются усталостью от затянувшегося противостояния.
Вернувшись в здание аэровокзала, мрачный Дональд Макгенри направился в офис Pan Am, откуда позвонил в Госдепартамент и в течение пяти минут говорил с Уорреном Кристофером, после чего только вышел к журналистам. По завершении пресс-конференции Макеев и Макгенри обменялись рукопожатиями и похлопываниями по плечу; аналогично обменялись рукопожатиями и остальные члены групп переговорщиков. В целом обе стороны были довольны достигнутыми результатами, но американцы выглядели более подавленными. В 16 часов рейсу SU-316 было дано разрешение вылететь в Москву по расписанию — в 17 часов, однако из-за внезапно начавшейся грозы вылет пришлось отложить более, чем на час; всего на борту находились 55 пассажиров — кроме 53 советских граждан, на рейс также сели одна женщина из США и мужчина из Перу. После завершения грозы на небе, по свидетельствам очевидцев, появилась радуга, когда в 18:39 Ил-62 борт 86478 под управлением экипажа В. А. Милованова вылетел из Нью-Йорка, отстав от расписания более, чем на 73 часа. По утверждению самой Власовой, она находилась одна в переднем салоне, но после взлёта перешла во второй, чтобы поблагодарить остальных пассажиров за выдержку.

### Прилёт в Москву
Утром 28 августа в аэропорту Шереметьево шёл мелкий дождь, когда в 10:45 MSK приземлился рейс 316. Навстречу толпе встречающих первой сошла Людмила Власова, у которой под чёрным комбинезоном теперь была надета красная блузка. В первую очередь она обнялась с мамой, которая плакала от счастья. Также среди встречающих был Станислав Лушин — директор Большого театра. На вопрос американского журналиста, куда пропал её муж, балерина ничего не ответила.

## Последующие события
Несмотря на инцидент, труппа Большого театра продолжила гастроли в США, в том числе с 28 августа начала выступать в театре Ари Краун города Чикаго, а с 4 сентября — в зале Шрайн-Аудиториум в Лос-Анджелесе. 17 сентября артисты должны были возвращаться чартерным рейсом в Москву, когда уже в аэропорту они недосчитались двух человек — Леонида Козлова, который заменял Годунова, и его жены Валентины. Как оказалось, ранее днём супруги Козловы пришли в полицейский участок и попросили политическое убежище; в итоге труппа улетела без них.
Людмила Власова снова вышла на сцену перед зрителями 23 сентября, сыграв в спектакле по произведению Шекспира «Много шума из ничего». Уже за кулисами её встретили западные журналисты, спросив о Годунове. В ответ артистка сказала, что не получала от него никаких вестей, попросив при этом передать сообщение для него: «Скажите ему, что я его очень люблю. Мне бы очень хотелось получить от него весточку». Александр Годунов с октября того же года стал работать в труппе Американского театра балета, однако спустя 10 дней из-за разногласий по трудовым договорам временно покинул её.
В 1982 году через посольство Власова и Годунов были официально разведены; в том же году последний был уволен из Американского театра, как неподходящий под изменившийся репертуар. Позже Александр выступал и в других театрах, а также снимался в кино; в 1987 году он получил американское гражданство.

## Экранизация
В 1985 году режиссёром Сергеем Микаэляном на студии Ленфильм был снят советский двухсерийный политико-психологический фильм-драма «Рейс 222». Сюжет фильма в целом повторяет историю инцидента с рейсом 316, но сценарий был несколько изменён, в том числе семейная пара, из-за которой произошли события, работает в балете на льду, а в конце фильма супруги всё-таки встречаются, чтобы потом расстаться навсегда. На Всесоюзном кинофестивале-86 данный фильм получил приз «За яркое воплощение на экране темы советского патриотизма», а по числу просмотров (35,3 млн зрителей) занял третье место в советском кинопрокате 1986 года.
Сама Людмила Власова, фактически подтверждая содержание фильма, осталась им недовольна:
Фильм получился лживым, пропагандистским. Режиссёр Сергей Микаэлян говорил мне, что хочет снять о любви, но не получились ни актёрская игра, ни драматургия…

## События 1995 года
18 мая 1995 года Александр Годунов был найден мёртвым в собственной квартире в Западном Голливуде (Калифорния), а городской шериф констатировал смерть по естественной причине. 29 августа того же года в Москве приказом МГА № 252 был списан, а в декабре уничтожен Ил-62М борт 86478, который 16 годами ранее навсегда разлучил знаменитую пару.